# Большая Посадская улица (Санкт-Петербург)
Больша́я Поса́дская у́лица — улица в Петроградском районе Санкт-Петербурга. Проходит от Малой Посадской улицы до улицы Чапаева и улицы Котовского. Далее продолжается Пинским переулком.

## История

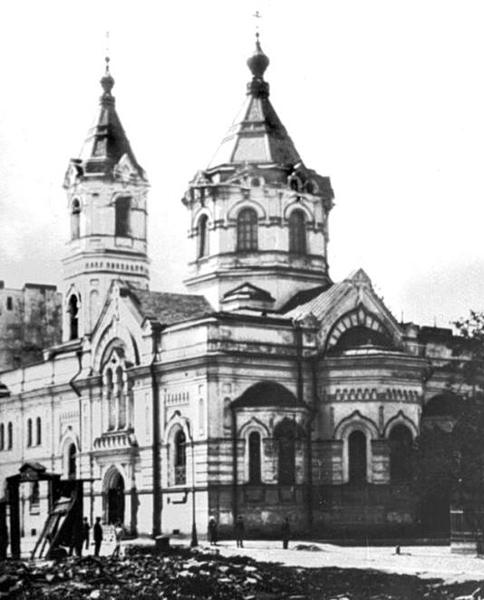
Здание Крестовоздвиженской церкви (не сохранилась)

Название Посадских улиц (Большой и Малой) восходит ко временам начала заселения Петербургской (будущей Петроградской) стороны слободами ремесленников и торговцев. «Посадские» — означало жители посада, то есть слободы ремесленников. Большая Посадская появилась в середине XVIII века). До конца XVIII века почти одновременно встречались несколько вариантов названия: Посацкая (1746—1788), Посадская (1748 — конец XVIII века) и, наконец, Большая Посадская (с 1759 года). Это название и сохранилось за улицей вплоть до наших дней.

## Достопримечательности
- Большая Посадская, 1/10 — дом Санкт-Петербургского товарищества для устройства постоянных квартир. 1910—1911 гг. Построено в стилистеке неоклассицизма по проекту архитектора Алексея Зазерского, который и жил в этом доме до конца дней. Дом был рассчитан на 20 квартир и оборудован лифтами, горячим водоснабжением и «вакуумным пылесосом». Включено в реестр объектов культурного наследия.
- Большая Посадская, 4 — доходный дом, построенный по проекту Д. А. Крыжановского (1902).
- На углу Большой Посадской и Малой Посадской (дом 8) находится дом, в котором жили драматург Евгений Шварц, поэты Михаил Дудин и Сергей Орлов. На доме установлены мемориальные доски.
- Большая Посадская, 18, левая часть / Певческий переулок, 7 — доходный дом, построен в 1879—1881 годах архитектором П. О. Осиповым.
- На углу Большой Посадской (дом 12) и Малой Монетной (дом 2) находилась Крестовоздвиженская (Спасо-Труниловская, или Николо-Труниловская) церковь. Притворы к церкви были выстроены в 1903—1905 годах архитекторами Василием Косяковым и А. И. Аккерманом. Церковь не сохранилась.